# علي بن قطن الجبري
ٱلسُّلۡطَانُ عَلِيُّ بۡنُ قَطَنٍ ٱلۡجَبۡرِيُّ عاشر حُكَّام الدولة الجبرية، تولى حُكم الدولة خلفًا لأبيه السُّلطان قَطَن بن علي الجبري.
لا تذكر المصادر شيئًا عن حُكمه غير أنه لم يستمر في الحُكم طويلًا وتنازل عنها إلى عمه السُّلطان غُصَيْب.

### فهرس المراجع
منشورات
عربيَّة
1. ↑  الخالدي (2011)، ص. 43.

### بيانات المراجع (مُرتَّبة حسب تاريخ النشر)
الكُتُب
العربيَّة
- خالد بن عزام بن حمد الخالدي؛ إيمان بنت خالد الخالدي (2011). السلطنة الجبرية: في نجد و شرق الجزيرة العربية (ط. 1). بيروت: الدار العربية للموسوعات. ISBN:978-9953-563-16-9. LCCN:2011332519. OCLC:705005796. OL:25365932M. QID:Q120997896.

| ألقاب ملكية     | ألقاب ملكية              | ألقاب ملكية       |
| --------------- | ------------------------ | ----------------- |
| سبقه قطن بن عليّ | سُلطان الجبور 1525 - 1525 | تبعه غُصَيْب بن زامل |